# Olympische Sommerspiele 1964/Leichtathletik – 400 m Hürden (Männer)

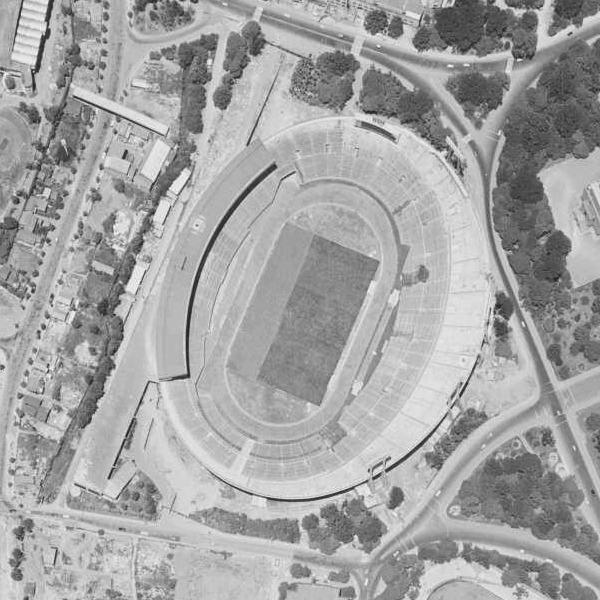
Luftaufnahme des Olympiastadions im Jahr 1963

Der 400-Meter-Hürdenlauf der Männer bei den Olympischen Spielen 1964 in Tokio wurde vom 14. bis zum 16. Oktober 1964 im Olympiastadion Tokio ausgetragen. 39 Athleten nahmen teil.
Olympiasieger wurde der US-Amerikaner Warren Cawley. Er gewann vor dem Briten John Cooper und dem Italiener Salvatore Morale.
Drei Deutsche und ein Österreicher gingen an den Start. Athleten aus der Schweiz und Liechtenstein nahmen nicht teil. Der Österreicher Helmut Haid sowie der Deutsche Joachim Singer schieden in den Vorläufen aus. Horst Gieseler konnte seinen Vorlauf nach einem Sturz nicht beenden. Ferdinand Haas erreichte das Halbfinale und schied dort als Sechster seines Laufes aus.

## Bestehende Rekorde
| Weltrekord         | 49,1 s | Warren Cawley ( USA) | Los Angeles, USA       | 13. September 1964 |
| Olympischer Rekord | 49,3 s | Glenn Davis ( USA)   | Finale OS Rom, Italien | 2. September 1960  |

Der bestehende olympische Rekord wurde hier in Tokio nicht erreicht. Im schnellsten Rennen, dem Finale, verfehlte der US-amerikanische Olympiasieger Warren Cawley diesen Rekord um drei Zehntelsekunden. Zum Weltrekord fehlten ihm fünf Zehntelsekunden.

## Durchführung des Wettbewerbs
39 Athleten traten am 14. Oktober zu insgesamt fünf Vorläufen an. Die jeweils besten drei Starter – hellblau unterlegt – sowie der nachfolgend Zeitschnellste – hellgrün unterlegt – qualifizierten sich für das Halbfinale am 15. Oktober. Hieraus erreichten die jeweils besten vier Läufer – wiederum hellblau unterlegt – ins Finale am 16. Oktober.

## Zeitplan
14. Oktober, 14:00 Uhr: Vorläufe

15. Oktober, 14:15 Uhr: Halbfinale

16. Oktober, 16:00 Uhr: Finale
Anmerkung: Alle Zeiten sind in Ortszeit Tokio (UTC + 9) angegeben.

## Vorläufe
Datum: 14. Oktober 1964, ab 14:00 Uhr
Wetterbedingungen: regnerisch, ca. 17 °C, Luftfeuchtigkeit ca. 90 %

### Vorlauf 1
| Platz | Name             | Nation         | Offizielle Zeit handgestoppt | Inoffizielle Zeit elektronisch |
| ----- | ---------------- | -------------- | ---------------------------- | ------------------------------ |
| 1     | John Cooper      | Großbritannien | 50,5 s                       | 50,58 s                        |
| 2     | Gary Knoke       | Australien     | 50,9 s                       | 50,94 s                        |
| 3     | Roberto Frinolli | Italien        | 51,2 s                       | 51,23 s                        |
| 4     | Edvīns Zāģeris   | Sowjetunion    | 51,5 s                       | 51,59 s                        |
| 5     | Bill Gairdner    | Kanada         | 53,8 s                       | k. A.                          |
| 6     | Helmut Haid      | Österreich     | 54,6 s                       | k. A.                          |
| DNF   | Horst Gieseler   | Deutschland    |                              |                                |
| DNS   | Nikola Dagorow   | Bulgarien      |                              |                                |

### Vorlauf 2

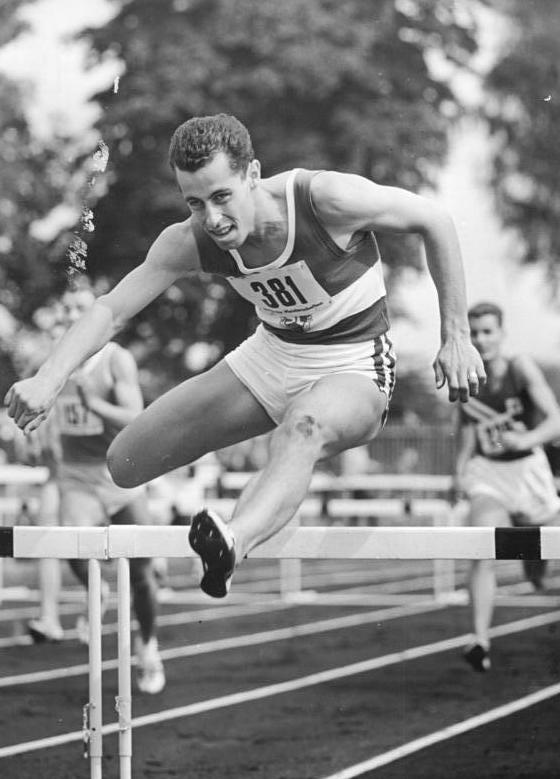
Joachim Singer – ausgeschieden als Vierter des zweiten Vorlaufs

| Platz | Name                 | Nation         | Offizielle Zeit handgestoppt | Inoffizielle Zeit elektronisch |
| ----- | -------------------- | -------------- | ---------------------------- | ------------------------------ |
| 1     | Warren Cawley        | USA            | 50,8 s                       | 50,88 s                        |
| 2     | Juan Carlos Dyrzka   | Argentinien    | 51,1 s                       | 51,17 s                        |
| 3     | Peter Warden         | Großbritannien | 51,6 s                       | 51,61 s                        |
| 4     | Joachim Singer       | Deutschland    | 52,1 s                       | k. A.                          |
| 5     | Bogusław Gierajewski | Polen          | 52,8 s                       | k. A.                          |
| 6     | Samir Vincent        | Irak           | 54,0 s                       | k. A.                          |
| 7     | Kiyoo Yui            | Japan          | 54,7 s                       | k. A.                          |
| 8     | Michael Ryan         | Australien     | 58,0 s                       | k. A.                          |

### Vorlauf 3
| Platz | Name                | Nation     | Offizielle Zeit handgestoppt | Inoffizielle Zeit elektronisch |
| ----- | ------------------- | ---------- | ---------------------------- | ------------------------------ |
| 1     | Wilfried Geeroms    | Belgien    | 51,2 s                       | 51,24 s                        |
| 2     | Ken Roche           | Australien | 51,5 s                       | 51,52 s                        |
| 3     | Jay Luck            | USA        | 51,7 s                       | 51,77 s                        |
| 4     | Jorem Ochana        | Uganda     | 52,4 s                       | k. A.                          |
| 5     | Robert Poirier      | Frankreich | 52,6 s                       | k. A.                          |
| 6     | Valeriu Jurcă       | Rumänien   | 52,7 s                       | k. A.                          |
| 7     | Kimaru Songok       | Kenia      | 54,5 s                       | k. A.                          |
| 8     | Mansour ul-Haq Awan | Pakistan   | 55,3 s                       | k. A.                          |

### Vorlauf 4
| Platz | Name             | Nation         | Offizielle Zeit handgestoppt | Inoffizielle Zeit elektronisch |
| ----- | ---------------- | -------------- | ---------------------------- | ------------------------------ |
| 1     | Salvatore Morale | Italien        | 51,1 s                       | 51,17 s                        |
| 2     | Wassyl Anissimow | Sowjetunion    | 51,7 s                       | 51,72 s                        |
| 3     | Ferdinand Haas   | Deutschland    | 52,2 s                       | k. A.                          |
| 4     | Mike Hogan       | Großbritannien | 52,5 s                       | k. A.                          |
| 5     | Keiji Ōgushi     | Japan          | 53,6 s                       | k. A.                          |
| 6     | José Cavero      | Peru           | 53,7 s                       | k. A.                          |
| 7     | Karu Selvaratnam | Malaysia       | 53,8 s                       | k. A.                          |
| DSQ   | Ðani Kovač       | Jugoslawien    |                              |                                |

### Vorlauf 5
| Platz | Name                    | Nation      | Offizielle Zeit handgestoppt | Inoffizielle Zeit elektronisch |
| ----- | ----------------------- | ----------- | ---------------------------- | ------------------------------ |
| 1     | Billy Hardin            | USA         | 51,3 s                       | 51,37 s                        |
| 2     | Víctor Maldonado Flores | Venezuela   | 51,6 s                       | 51,64 s                        |
| 3     | Jaakko Tuominen         | Finnland    | 51,8 s                       | 51,88 s                        |
| 4     | Jean-Jacques Behm       | Frankreich  | 52,2 s                       | 52,20 s                        |
| 5     | Keiko Iijima            | Japan       | 52,8 s                       | k. A.                          |
| 6     | Mamadou Sarr            | Senegal     | 53,2 s                       | k. A.                          |
| 7     | Amrit Pal               | Indien      | 53,3 s                       | k. A.                          |
| 8     | Imants Kukličs          | Sowjetunion | 53,3 s                       | k. A.                          |

## Halbfinale
Datum: 15. Oktober 1964, ab 14:15 Uhr
Wetterbedingungen: heiter, ca. 24 °C, Luftfeuchtigkeit ca. 42 %

### Lauf 1
| Platz | Name             | Nation         | Offizielle Zeit handgestoppt | Inoffizielle Zeit elektronisch |
| ----- | ---------------- | -------------- | ---------------------------- | ------------------------------ |
| 1     | Warren Cawley    | USA            | 49,8 s                       | 49,89 s                        |
| 2     | Roberto Frinolli | Italien        | 50,2 s                       | 50,28 s                        |
| 3     | Gary Knoke       | Australien     | 50,6 s                       | 50,63 s                        |
| 4     | Wilfried Geeroms | Belgien        | 51,0 s                       | 51,00 s                        |
| 5     | Peter Warden     | Großbritannien | 51,2 s                       | k. A.                          |
| 6     | Ferdinand Haas   | Deutschland    | 51,6 s                       | k. A.                          |
| 7     | Edvīns Zāģeris   | Sowjetunion    | 51,2 s                       | k. A.                          |
| 8     | Jaakko Tuominen  | Finnland       | 54,0 s                       | k. A.                          |

### Lauf 2
| Platz | Name                    | Nation         | Offizielle Zeit handgestoppt | Inoffizielle Zeit elektronisch |
| ----- | ----------------------- | -------------- | ---------------------------- | ------------------------------ |
| 1     | John Cooper             | Großbritannien | 50,4 s                       | 50,40 s                        |
| 2     | Jay Luck                | USA            | 50,4 s                       | 50,43 s                        |
| 3     | Salvatore Morale        | Italien        | 50,4 s                       | 50,48 s                        |
| 4     | Wassyl Anissimow        | Sowjetunion    | 50,7 s                       | 50,72 s                        |
| 5     | Ken Roche               | Australien     | 50,8 s                       | 50,86 s                        |
| 6     | Billy Hardin            | USA            | 50,9 s                       | 50,90 s                        |
| 7     | Víctor Maldonado Flores | Venezuela      | 51,1 s                       | 51,19 s                        |
| 8     | Juan Carlos Dyrzka      | Argentinien    | 53,1 s                       | k. A.                          |

## Finale

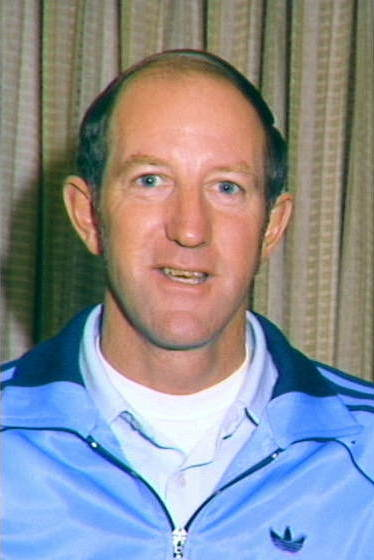
Gary Knoke (Foto: 1981)
kam auf den vierten Platz

Datum: 15. Oktober 1964, 14:15 Uhr
Wetterbedingungen: heiter, ca. 20 °C, Luftfeuchtigkeit ca. 44 %
| Platz | Name             | Nation         | Zeit   |
| ----- | ---------------- | -------------- | ------ |
| 1     | Warren Cawley    | USA            | 49,6 s |
| 2     | John Cooper      | Großbritannien | 50,1 s |
| 3     | Salvatore Morale | Italien        | 50,1 s |
| 4     | Gary Knoke       | Australien     | 50,4 s |
| 5     | Jay Luck         | USA            | 50,5 s |
| 6     | Roberto Frinolli | Italien        | 50,7 s |
| 7     | Wassyl Anissimow | Sowjetunion    | 51,1 s |
| 8     | Wilfried Geeroms | Belgien        | 51,4 s |

Warren Cawley, oft bezeichnet als "Rex" ("König") war der Weltrekordhalter und zugleich der klare Favorit. Allerdings hatte er mit einer wieder aufgetretenen Verletzung aus dem Vorjahr, einer Gewebeentzündung nach einem Muskelriss, zu kämpfen. Auch ein zweiter US-Amerikaner – James Luck – ging mit einem schweren Handicap in dieses Finale: Er war von einer Lymphdrüsenschwellung betroffen, die sein Leistungsvermögen deutlich schwächte. Im Zwischenlauf war der dritte US-Amerikaner Billy Hardin, Sohn des Olympiasiegers von 1936 Glenn Hardin, ausgeschieden.
Cawley begann das Finalrennen sehr kontrolliert. An der siebten Hürde stellte er dann den bis dahin führenden Italiener Roberto Frinolli und übernahm die Spitze. Mit einer halben Sekunde Vorsprung lief Cawley zum ungefährdeten Olympiasieg. Um die Silbermedaille gab es ein spannendes Duell zwischen dem Briten John Cooper und Frinollis Landsmann Salvatore Morale, das der Brite bei Zeitgleichheit für sich entschied. Der olympische Rekord von 1960 des US-Amerikaners Glenn Davis hatte auch nach diesen Spielen weiterhin Bestand.
Salvatore Morale gewann die erste italienische Medaille in dieser Disziplin.

Im dreizehnten olympischen Finale gab es den elften US-Sieg. Es war der sechste Sieg eines US-Läufers in Folge.